# Ratusz w Paczkowie
Ratusz w Paczkowie – pierwotnie renesansowa budowla, później przebudowana w stylu neoklasycystycznym, umiejscowiona na rynku, obecnie siedziba władz miejskich.

## Historia
Bryłę ratusza wraz z wieżą wznoszono w latach 1550–1552. Fundatorem budowy był biskup wrocławski Baltazar Promnitz. Pierwotnie budowla składała się z dwóch prostokątnych budynków, zakończonych trójkątnymi zdobionymi szczytami. Z boku przystawiono wieżę, w dolnej części kwadratową, wyżej przechodzącą w ośmiobok. Taki kształt budowli widnieje na zachowanym rysunku Friedricha Benharda Wernera z 1730 roku.
W latach 1821–1822 budowla została gruntownie przebudowana, w wyniku czego została jej nadana obecna neoklasycystyczna forma. W okresie 1911–1912 wykonano dekoracje stiukową w sali posiedzeń rady miejskiej.
Zarządzeniem wojewódzkiego konserwatora zabytków z 2.06.1964 roku ratusz został wpisany do rejestru zabytków pod numerem 924/64.

## Architektura
Bryła ratusza ma trzy kondygnacje i neoklasycystyczną elewację, z zachowanymi płaskorzeźbami, pochodzącymi z okresu renesansu. Wewnątrz znajduje się sień ze sklepieniem kolebkowym oraz sale z zabytkowymi detalami architektonicznymi, wśród których najciekawsza jest sala obrad z dekoracjami stiukowymi.
Renesansowa wieża wysokości 45 m usytuowana jest w północnym narożniku budowli. Do wejścia prowadzą dwubiegunowe schody z balustradą tralkową. Podstawa wieży ma przekrój kwadratowy, znajdują się w niej pomieszczenia ze sklepieniami kolebkowymi i kolebkowymi z lunetami. Wyższa część ma przekrój ośmioboczny, na narożach są wałki, tworzące rzędy półkolistych wnęk arkadowych. W połowie wysokości wieży są cztery tarcze zegarowe, ujęte pilastrami podtrzymującymi gzyms i wolutowe ozdoby. Kolejna część – również o przekroju ośmiobocznym – posiada ganek, otoczony tralkową balustradą, tworzącą taras widokowy. Najwyższa część wieży jest węższa i posiada ostrosłupowy hełm z iglicą. We wnętrzu wieży znajduje się zabytkowy mechanizm zegarowy, wyprodukowany w 1858 roku przez Carla Weissa, zegarmistrza z Głogowa. Są też trzy dzwony: z 1714, 1735 r., trzeci również osiemnastowieczny.
Taras widokowy dostępny jest dla turystów za opłatą. Roztacza się z niego szeroka panorama miasta oraz rozciągających się na południu pasm Sudetów Wschodnich.

## Galeria

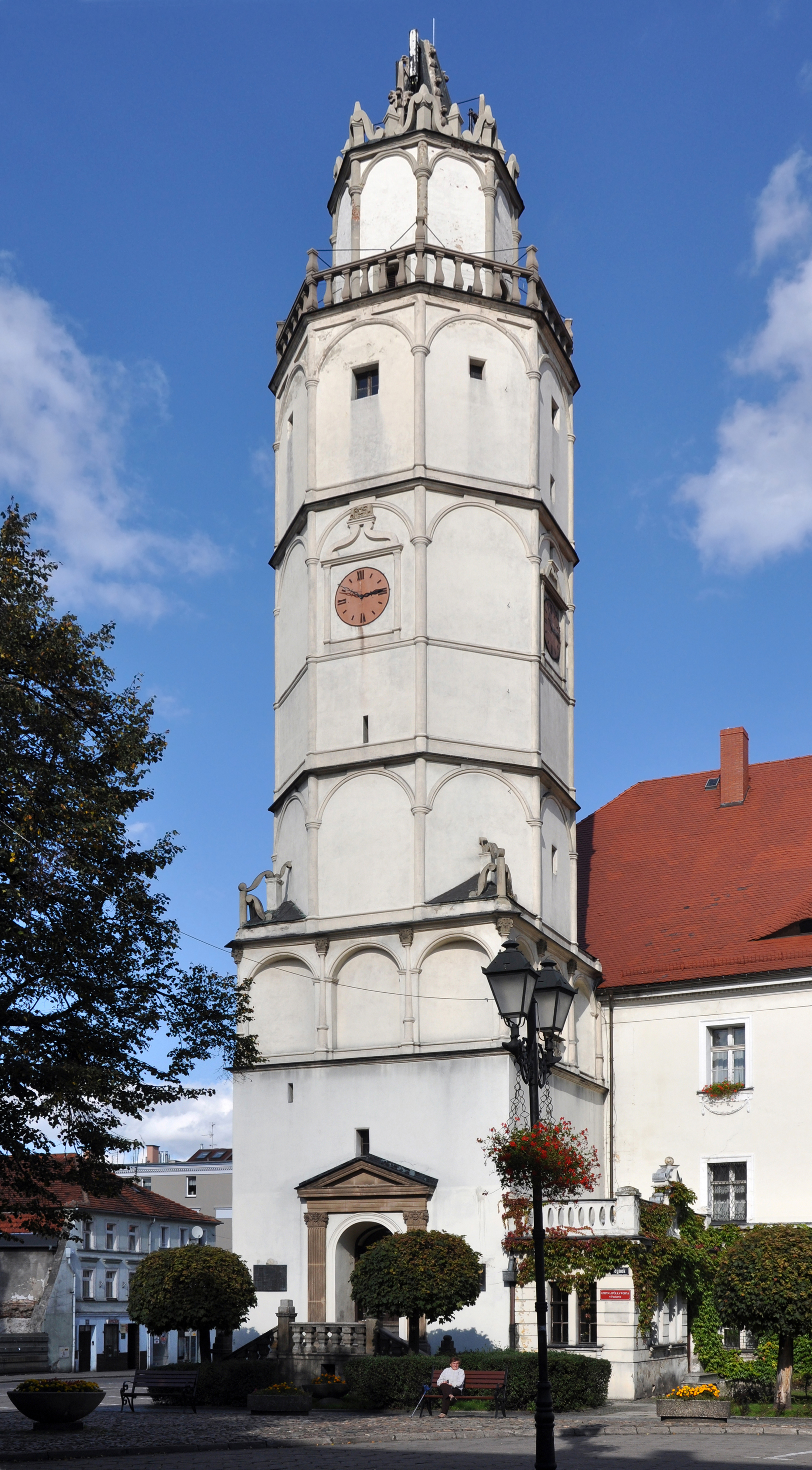
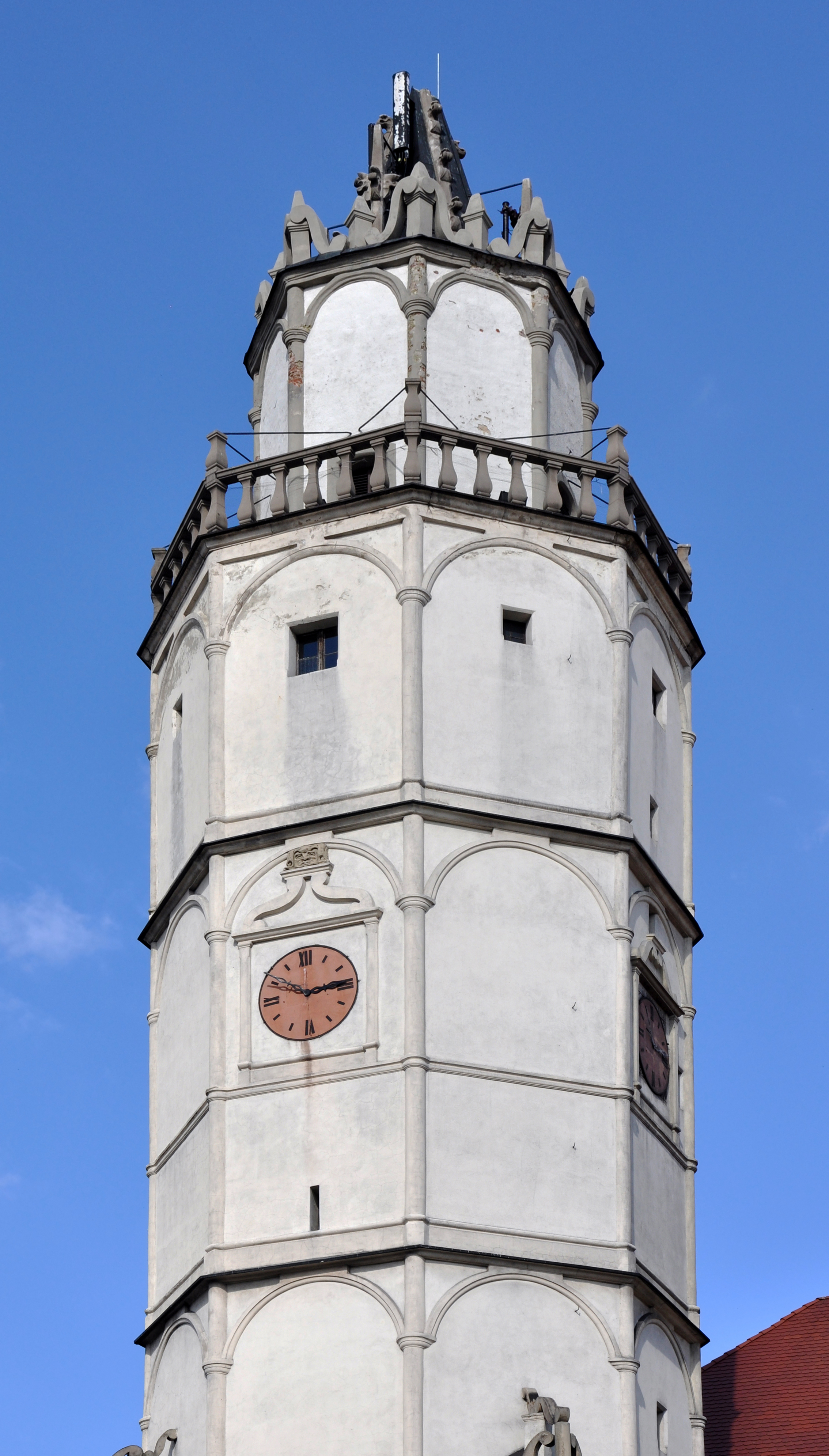
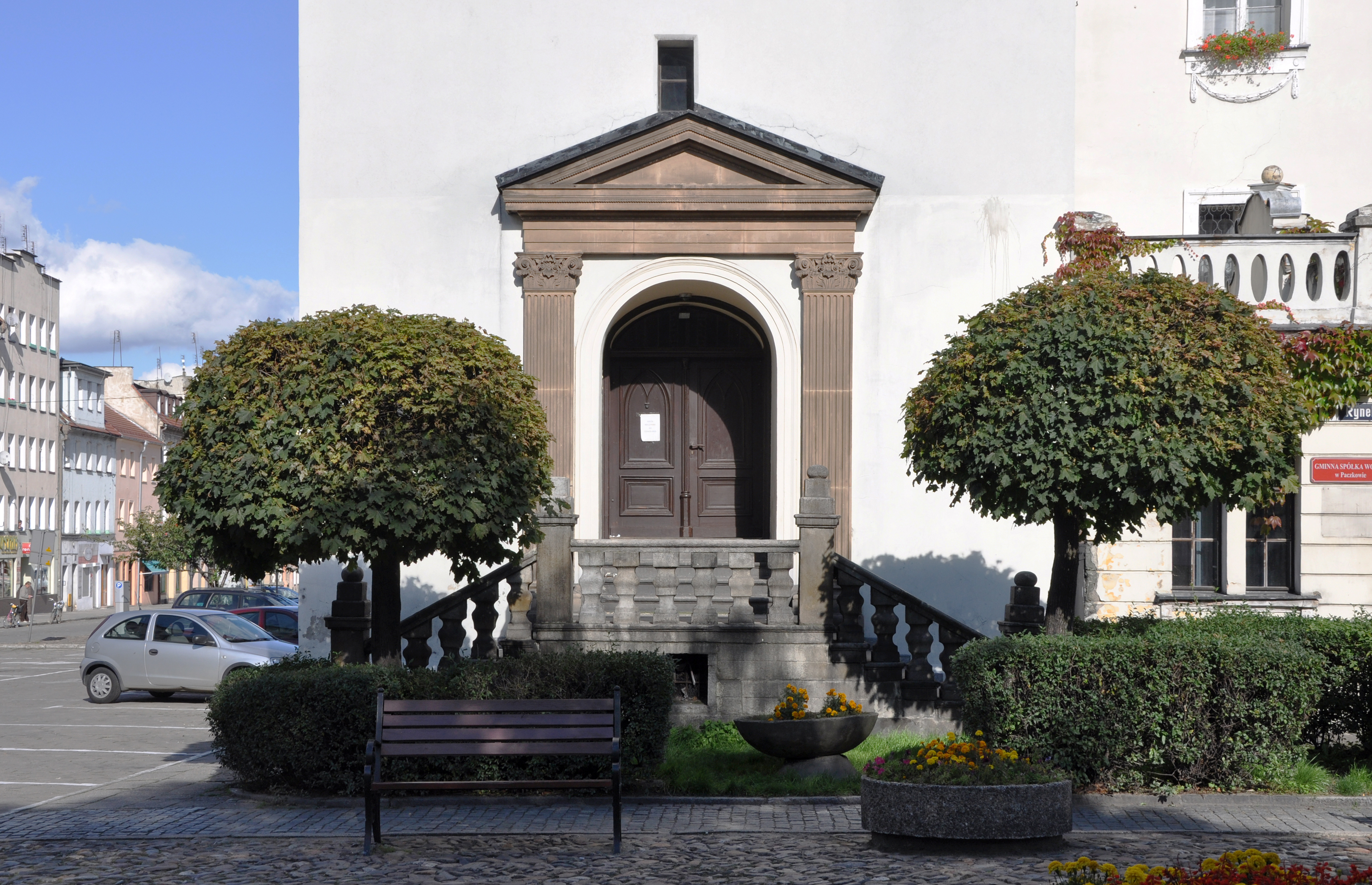
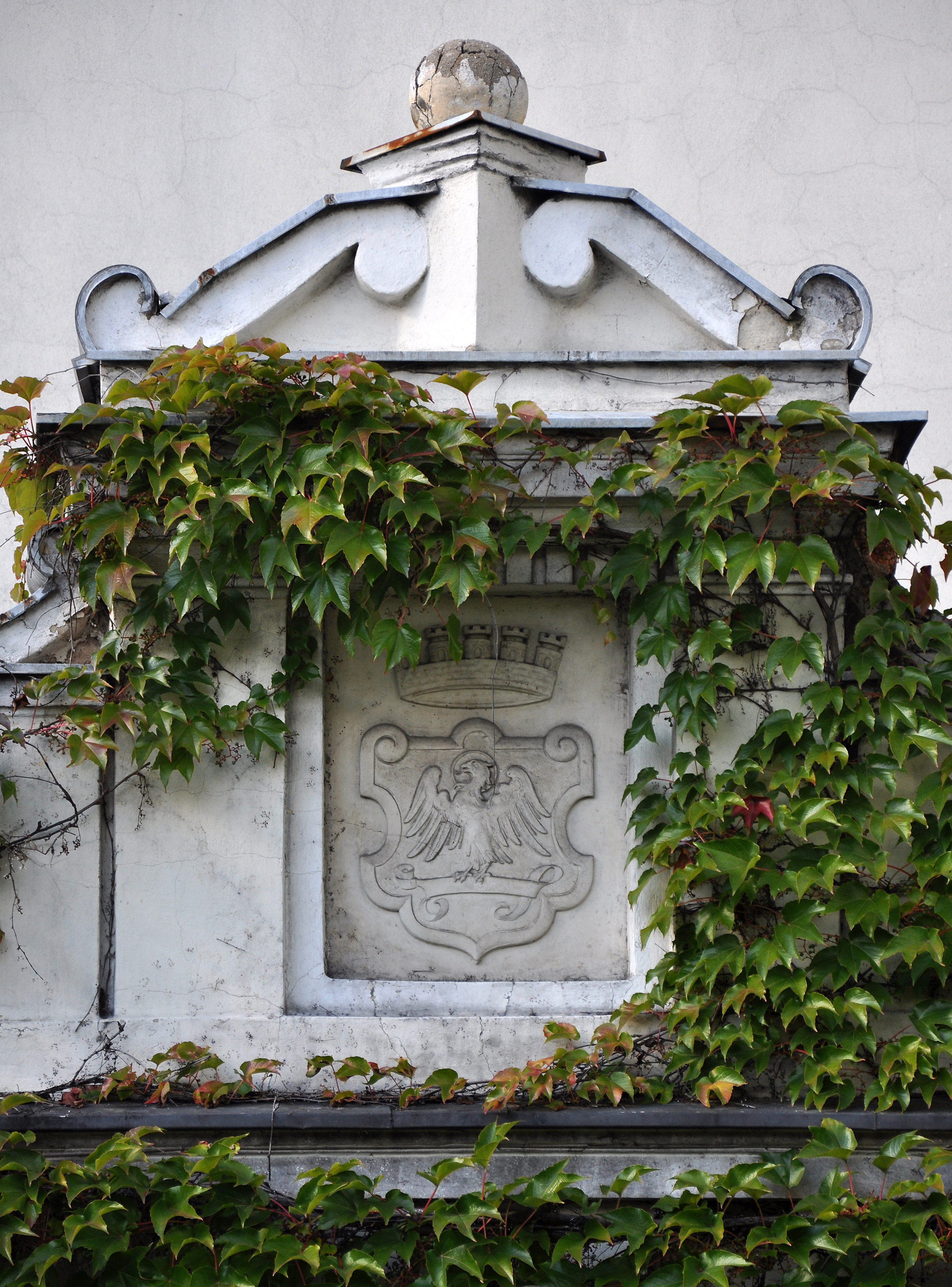
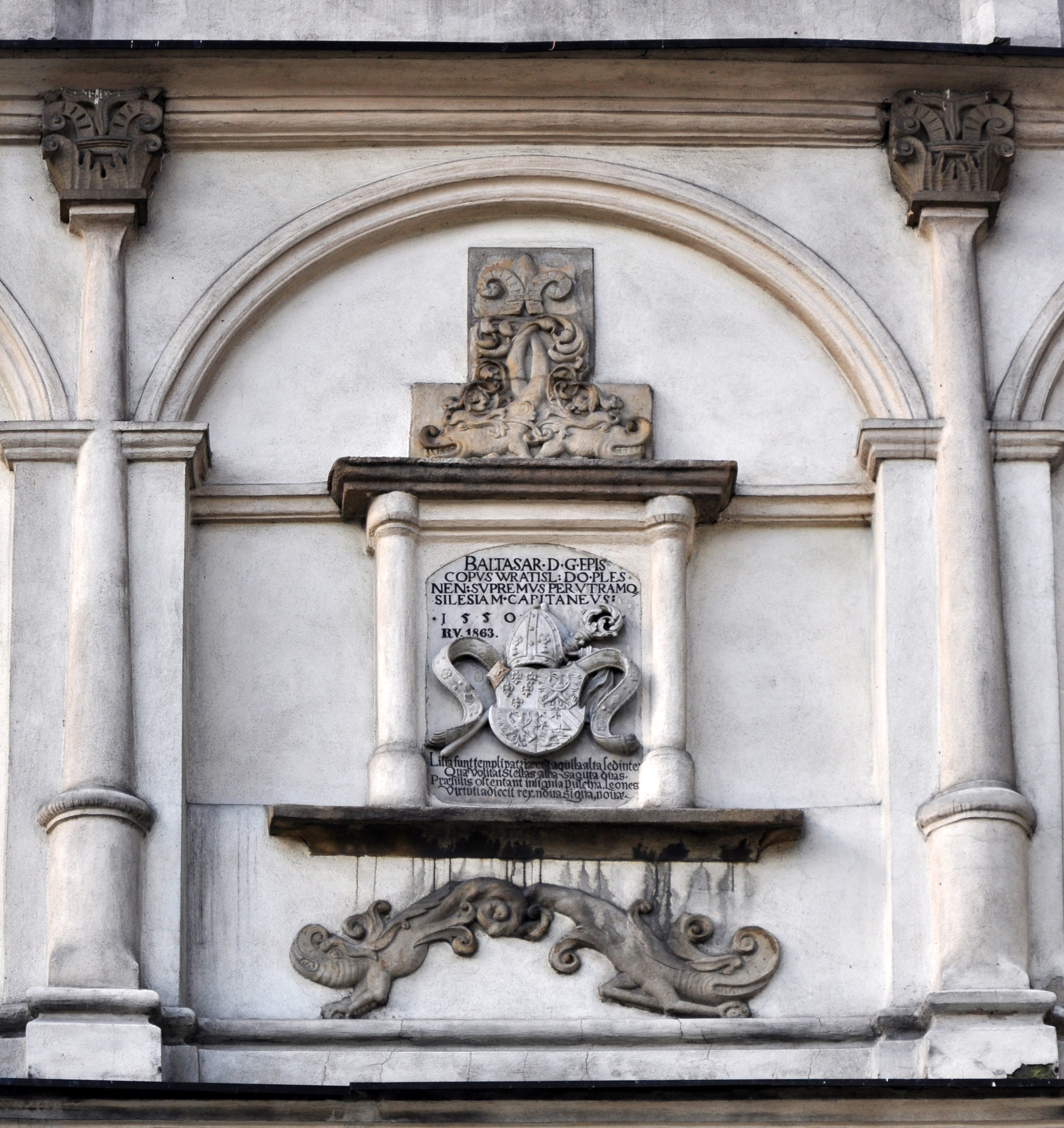
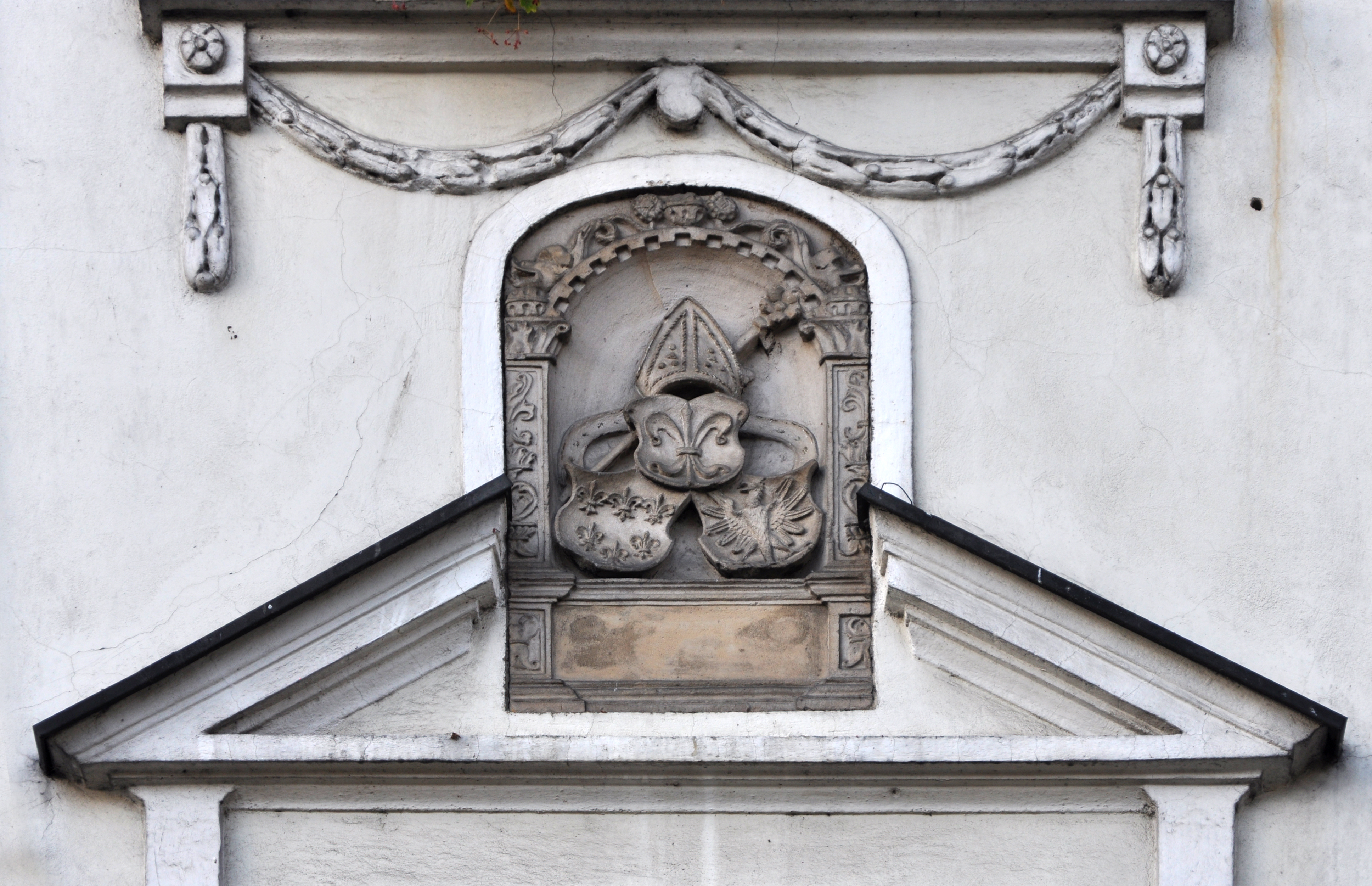
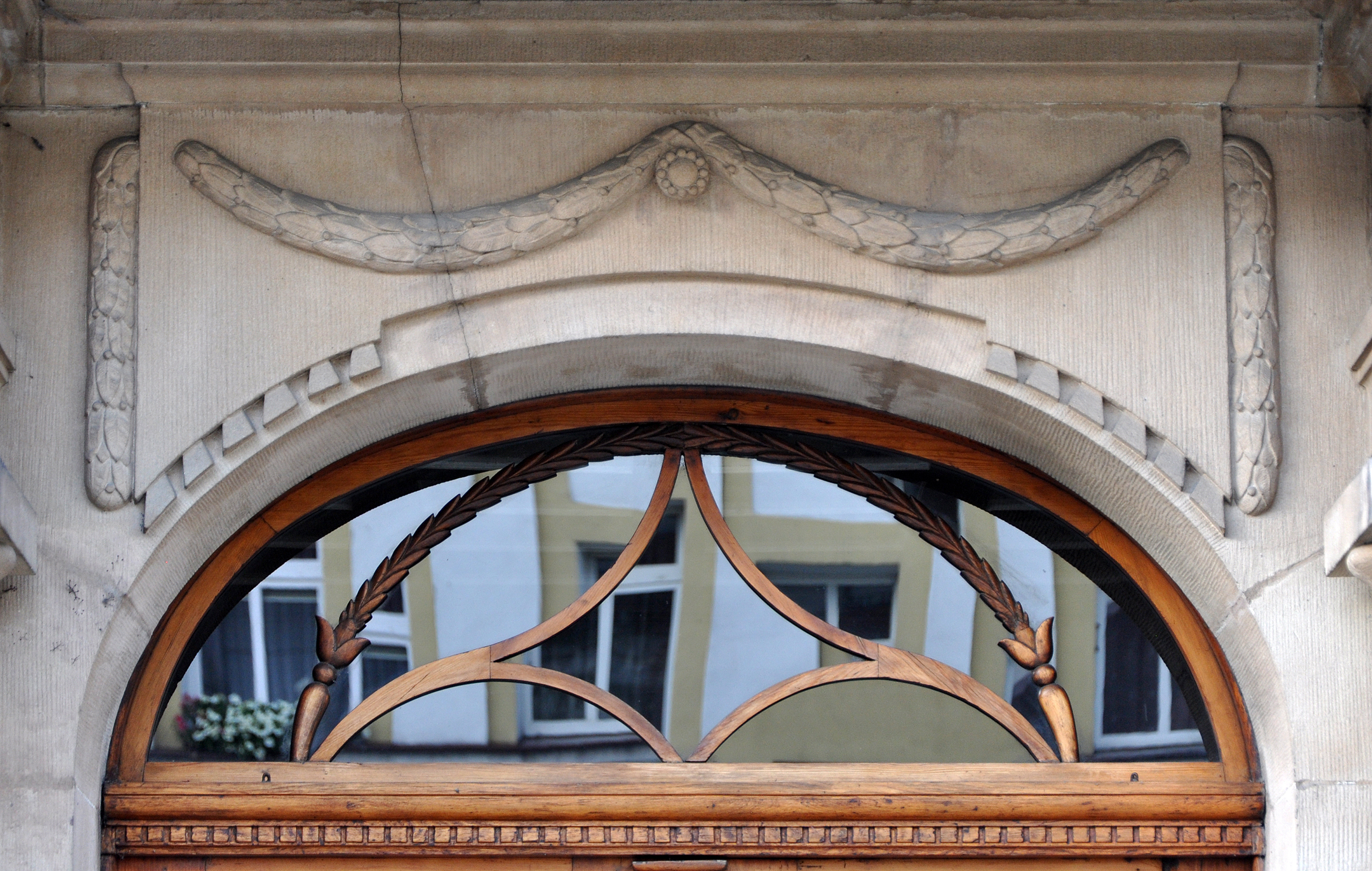
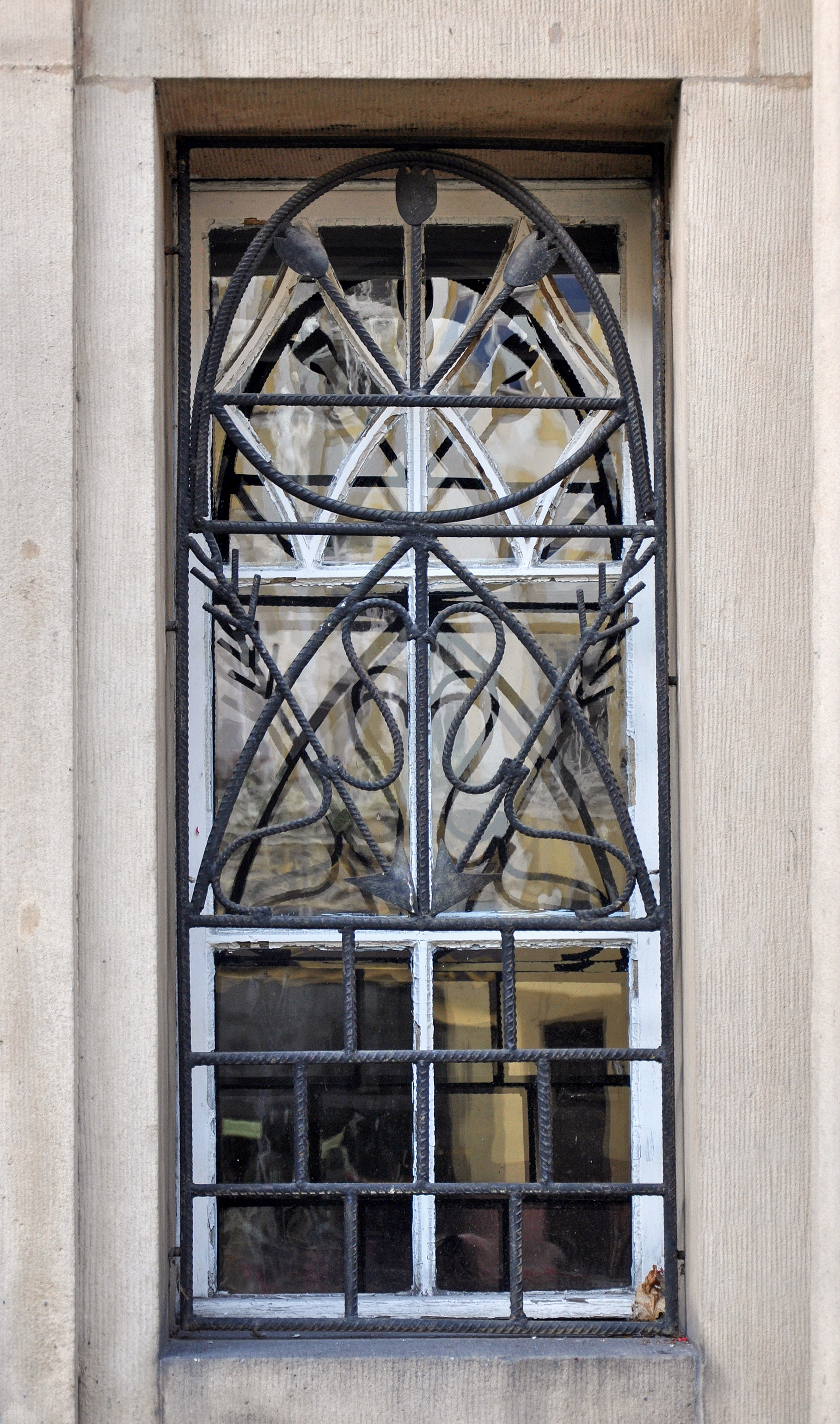
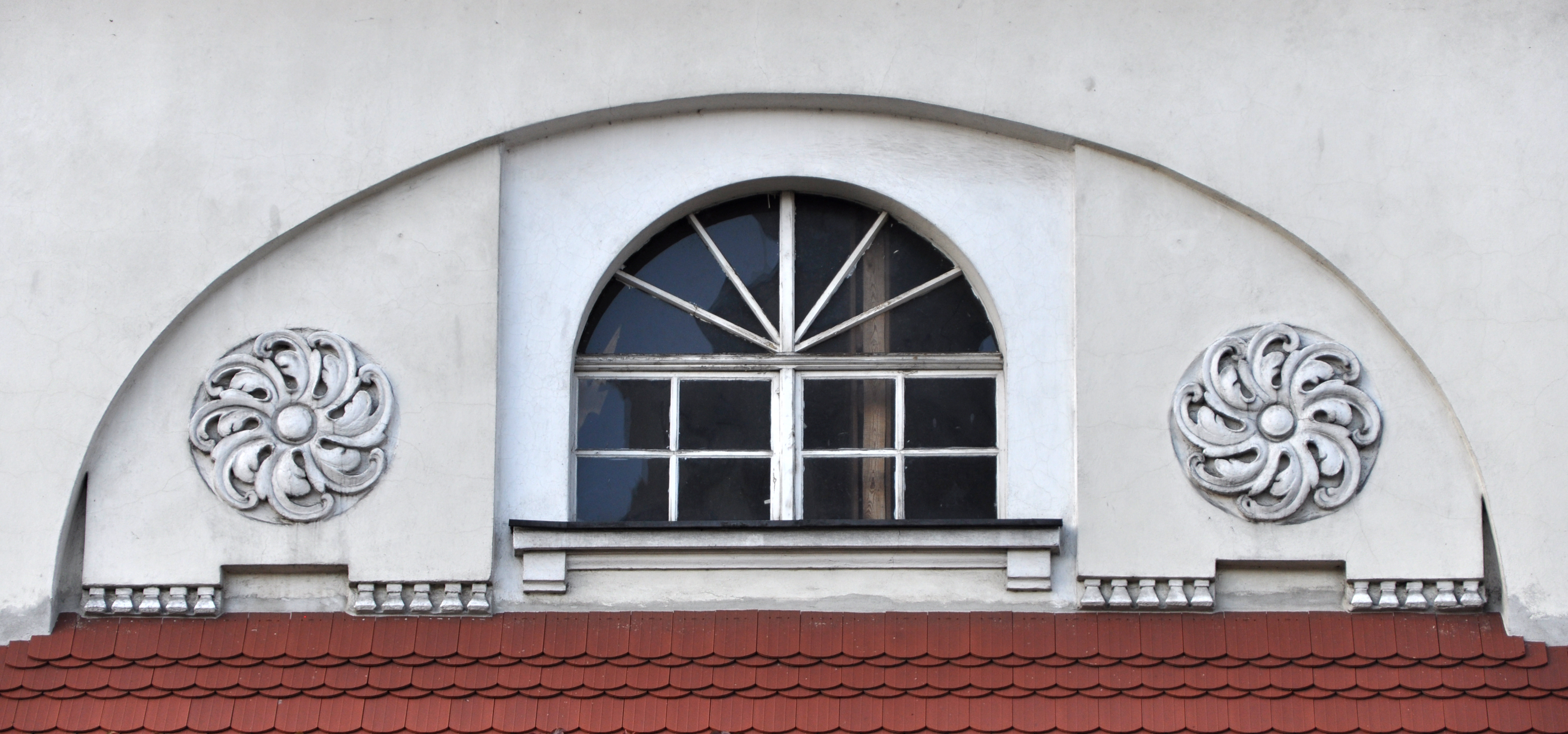
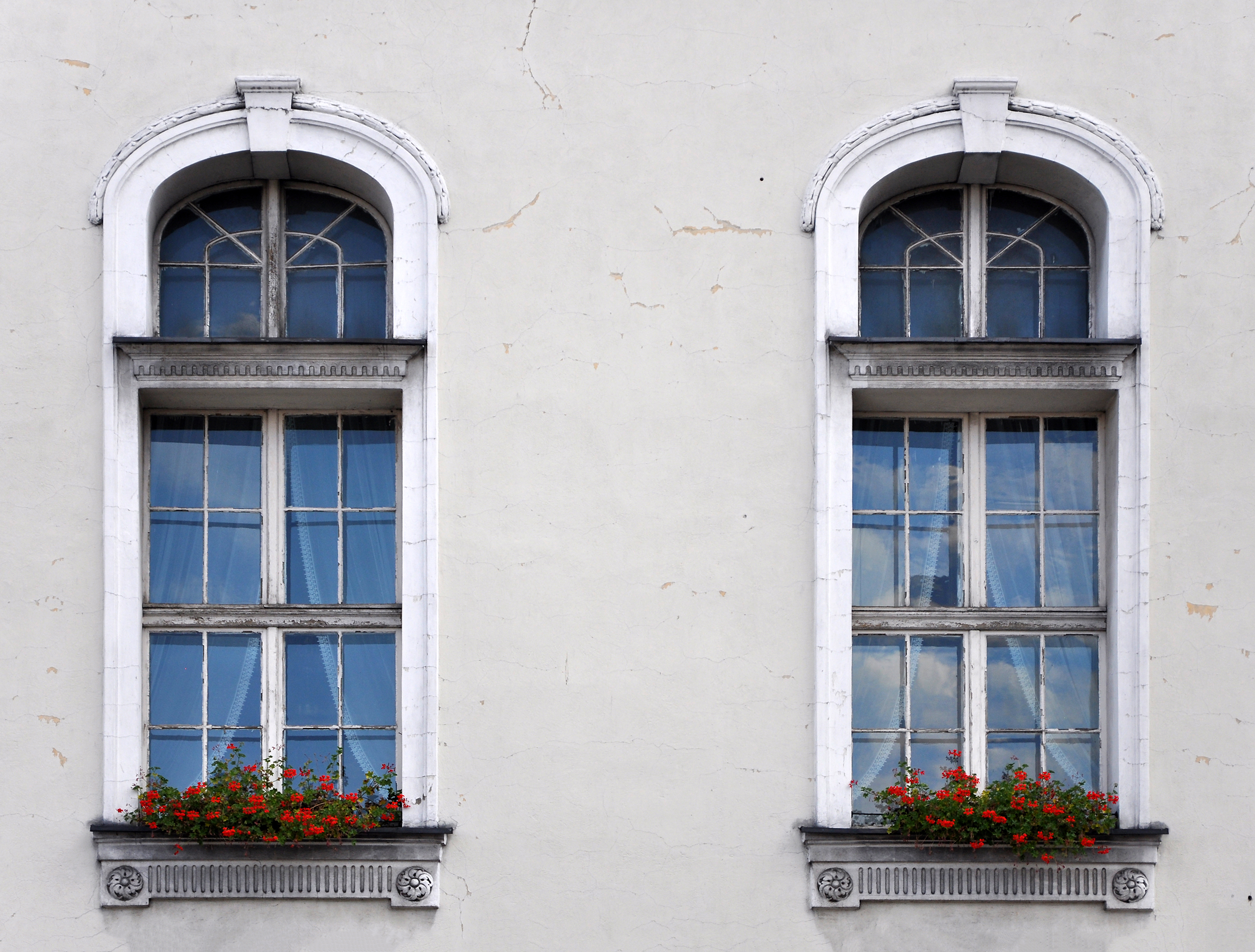
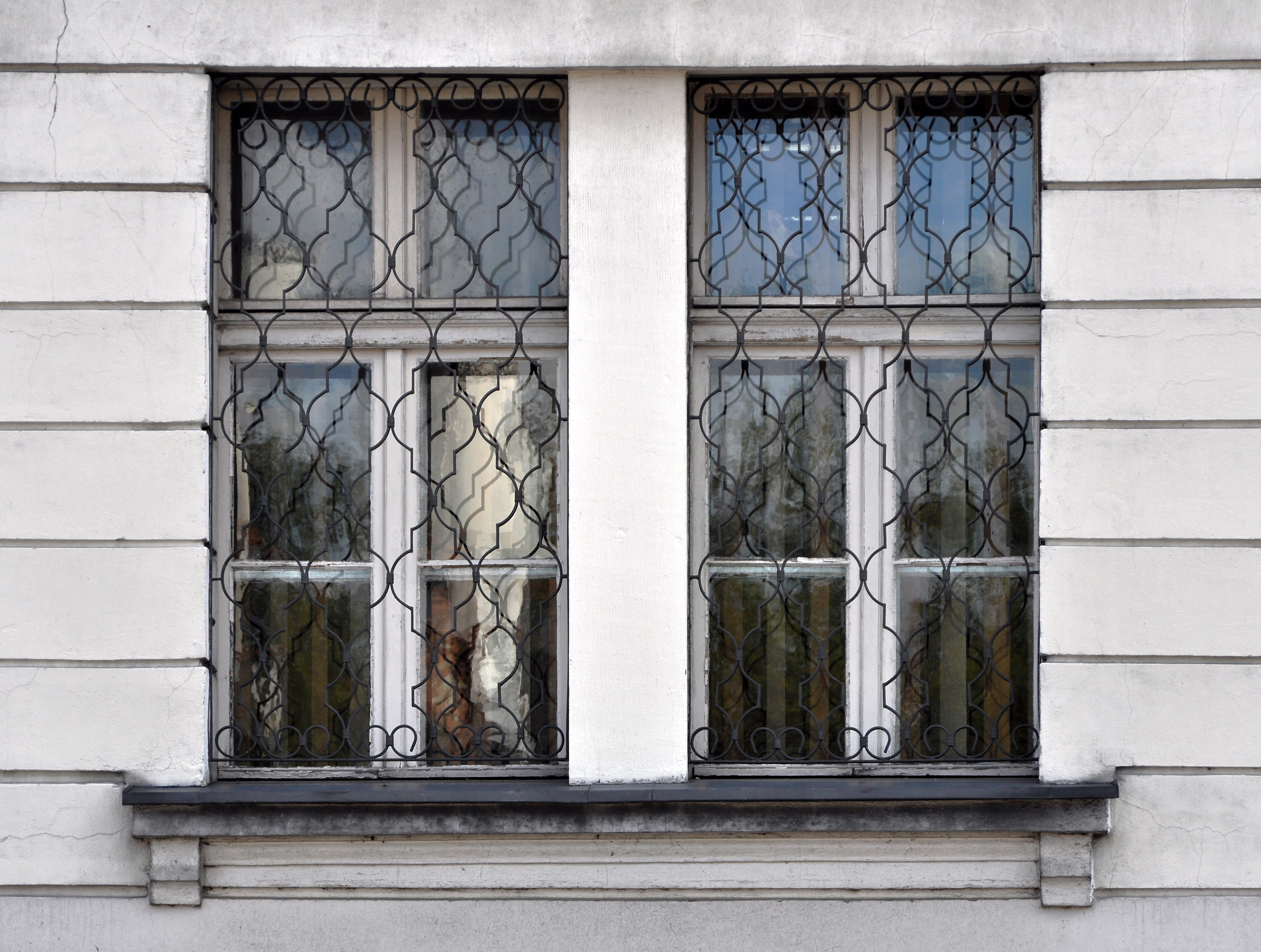
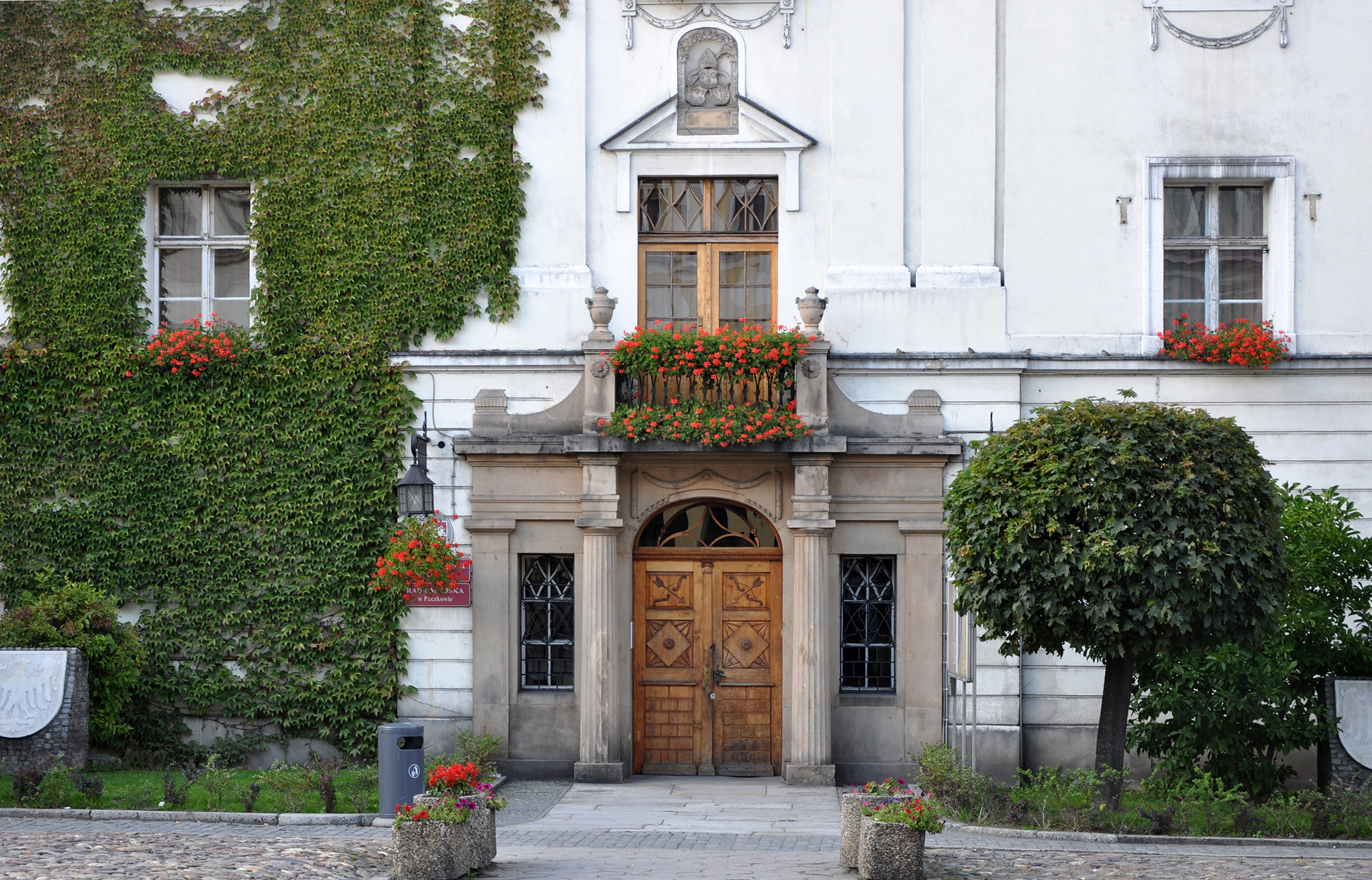
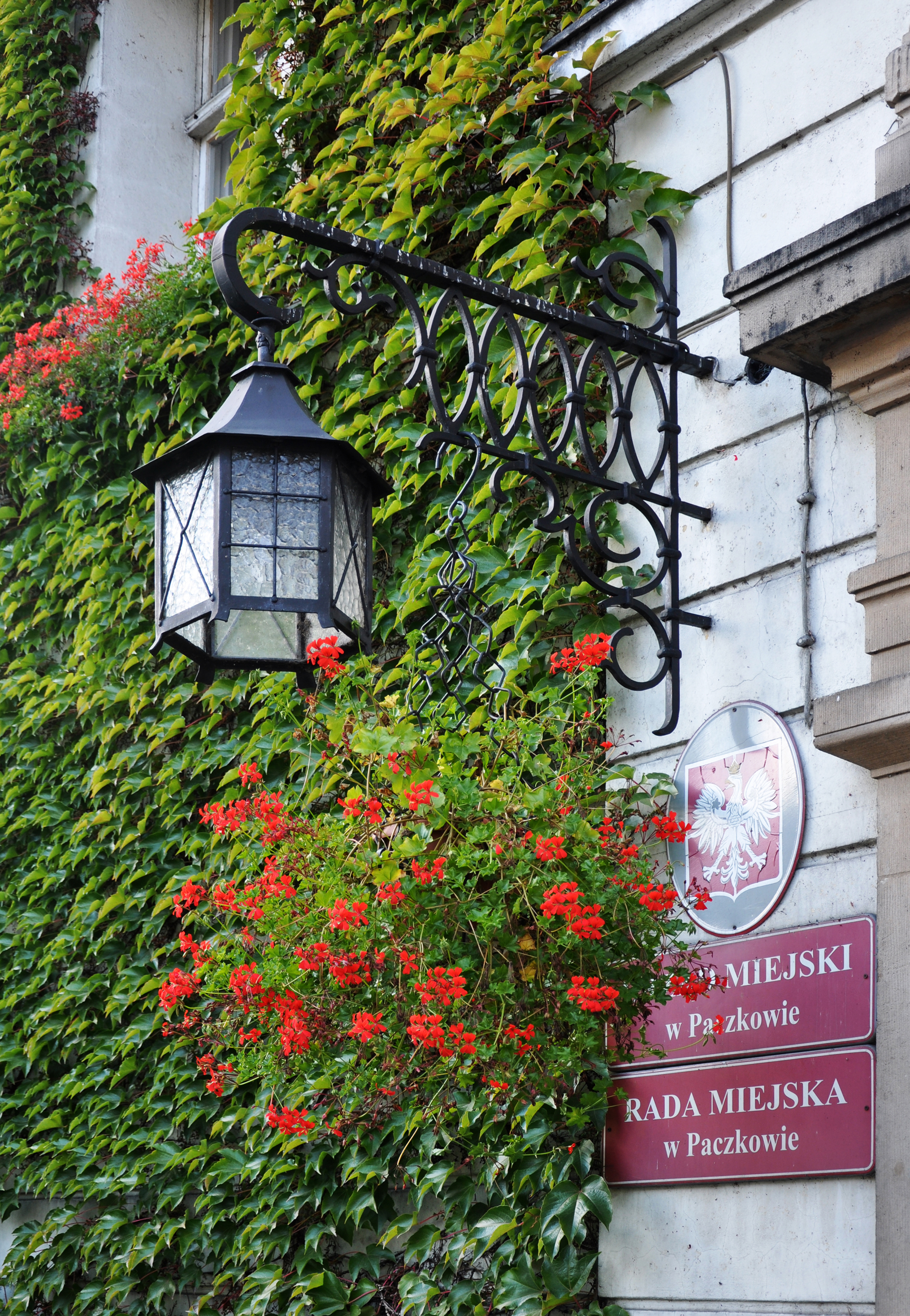
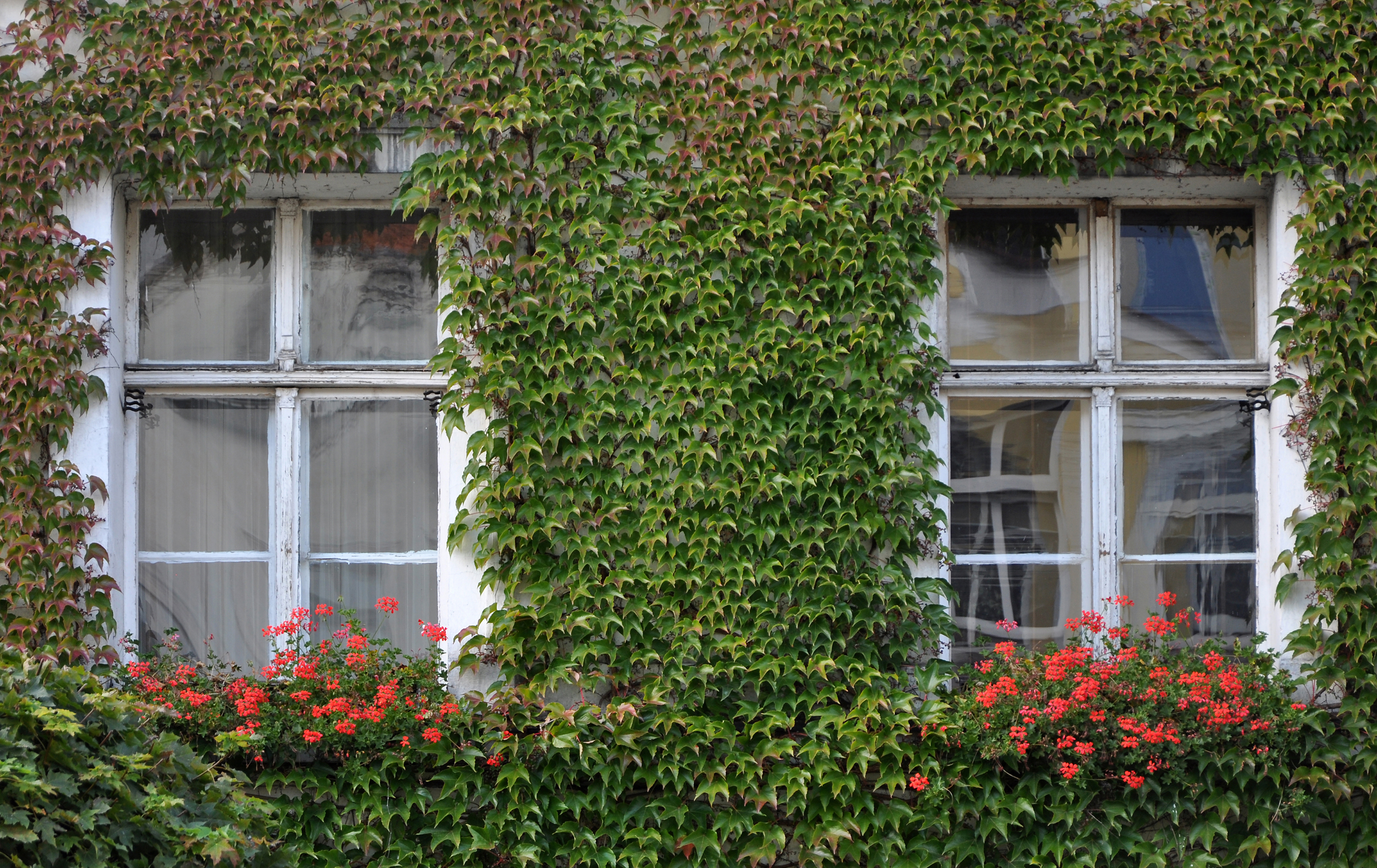